# Mandorla

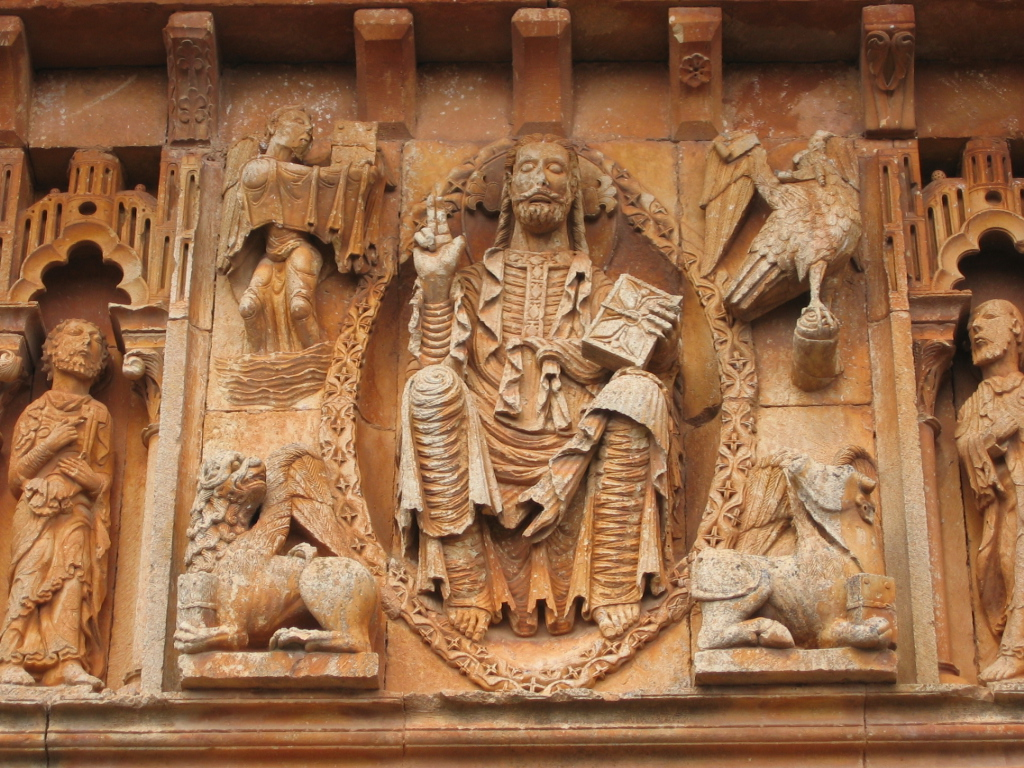
Cristo en majestad en una mandorla de la iglesia de San Juan de Moarves de Ojeda (Palencia, España).

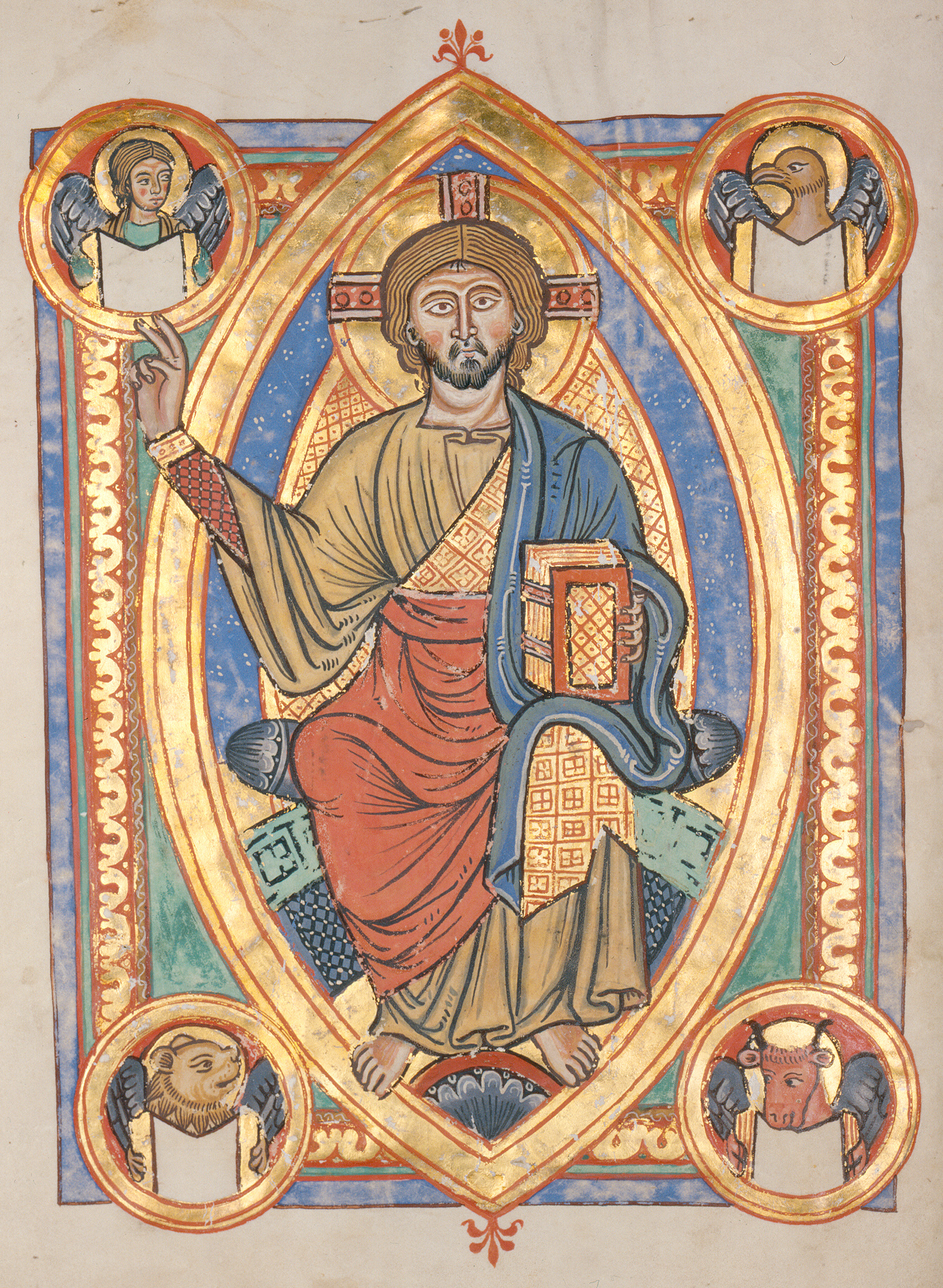
Cristo en Majestad, en una mandorla en un manuscrito ilustrado medieval.

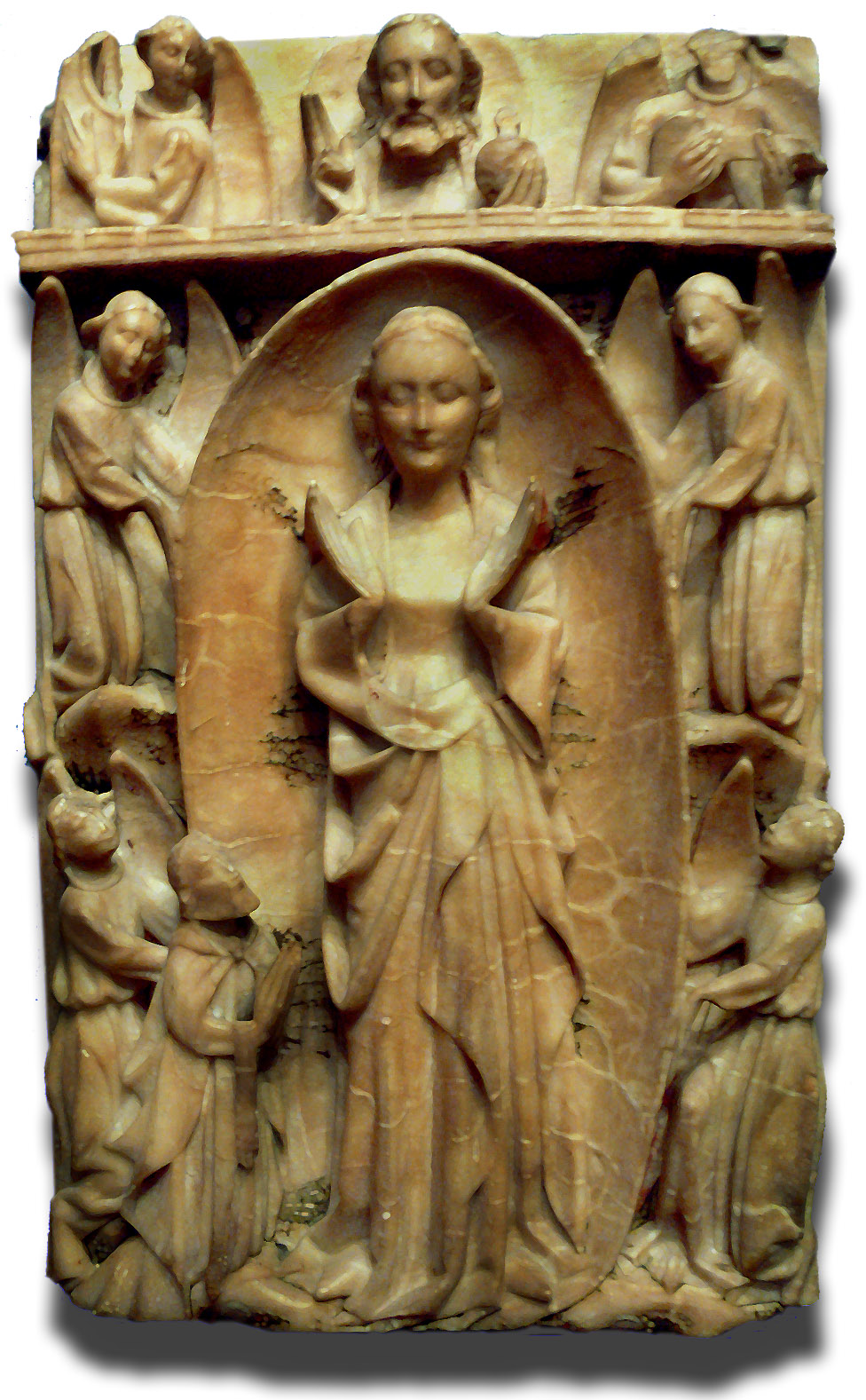
Virgen en Majestad en una mandorla. Parte de un retablo en alabastro, Museo Nacional de la Edad Media, Cluny (Francia).

La palabra mandorla viene del italiano mandorla [mándorla], que significa almendra, del greco-latín amýgdala. Designa un marco o aureola en forma oval o de almendra en donde se insertan personajes sagrados, siendo el más frecuente Jesucristo resucitado, pero también la Virgen María o los santos. Se usó preferentemente en el arte románico y bizantino.[cita requerida]

## Historia
La mandorla proviene de la esquematización de la Sábana Santa sostenida por los ángeles en la Resurrección, combinada con un elemento tradicional del retrato  arquitectónico romano; el escudo redondo o clípeo, que enmarca la figura de la persona fallecida en un epitafio, aparece rápidamente en sarcófagos cristianos. A menudo, la imagen (clipeata) toma la forma de una concha.[cita requerida]
En Francia, una de las mandorlas más antiguas se encuentra en un sarcófago merovingio en la cripta de Jouarre. En la cabecera del sarcófago de san Agilberto, hay un tetramorfos que rodea un Cristo Resucitado en Majestad en una mandorla. Los escultores del siglo VII fijaron aquí la imagen de un Cristo joven, imberbe, con una representación próxima al modo bizantino.
Una representación, también de tradición prerrománica, se halla en la iglesia del Monasterio de Sant Genís de Fontanes. Situado en su fachada, el dintel (en mármol blanco de Céret) es una obra monumental. Esta escultura románica se considera la más antigua en piedra (data de 1019-1020) y representa a Cristo bendiciendo inscrito en una mandorla perlada sostenida por dos arcángeles y encuadrado por dos grupos de tres personajes bíblicos.[cita requerida]
Existen muchos Cristos inscritos en mandorlas en las iglesias románicas francesas, como en Conques, San Trófimo, en Arlés, o en la Basílica de San Sernín, en Toulouse. Se utilizó ampliamente en los capiteles de la Abadía de Cluny II (construida entre 948 y 981), y perdió en esta ocasión su simbolismo, para ser solamente un motivo geométrico más.[cita requerida]
El mismo motivo se encuentra en el arte iconográfico bizantino ortodoxo, como en el icono de la transfiguración, en el descenso al limbo o en el icono de Cristo Pantocrátor (mandorla triple). En el icono de la Natividad, la Virgen se representa también en una mandorla, que se confunde con su lecho. En cambio, en el icono de la Dormición de la Virgen, ya no está en una mandorla: es su alma a la que Cristo viene a recoger en una mandorla.[cita requerida]
En España, pueden encontrarse escultóricamente en lugares como la iglesia de Santa María de Covet (Lérida), iglesia de Santiago de Carrión de los Condes (Palencia), iglesia de San Juan Bautista de Moarves de Ojeda (Palencia), iglesia de San Esteban de Moradillo de Sedano (Burgos). En la iglesia de Santo Domingo de Soria, como rareza, aparece la Trinidad en la mandorla, rodeada por ángeles con los símbolos de los evangelistas y las figuras sedentes de la Virgen y San Juan Bautista.[cita requerida]

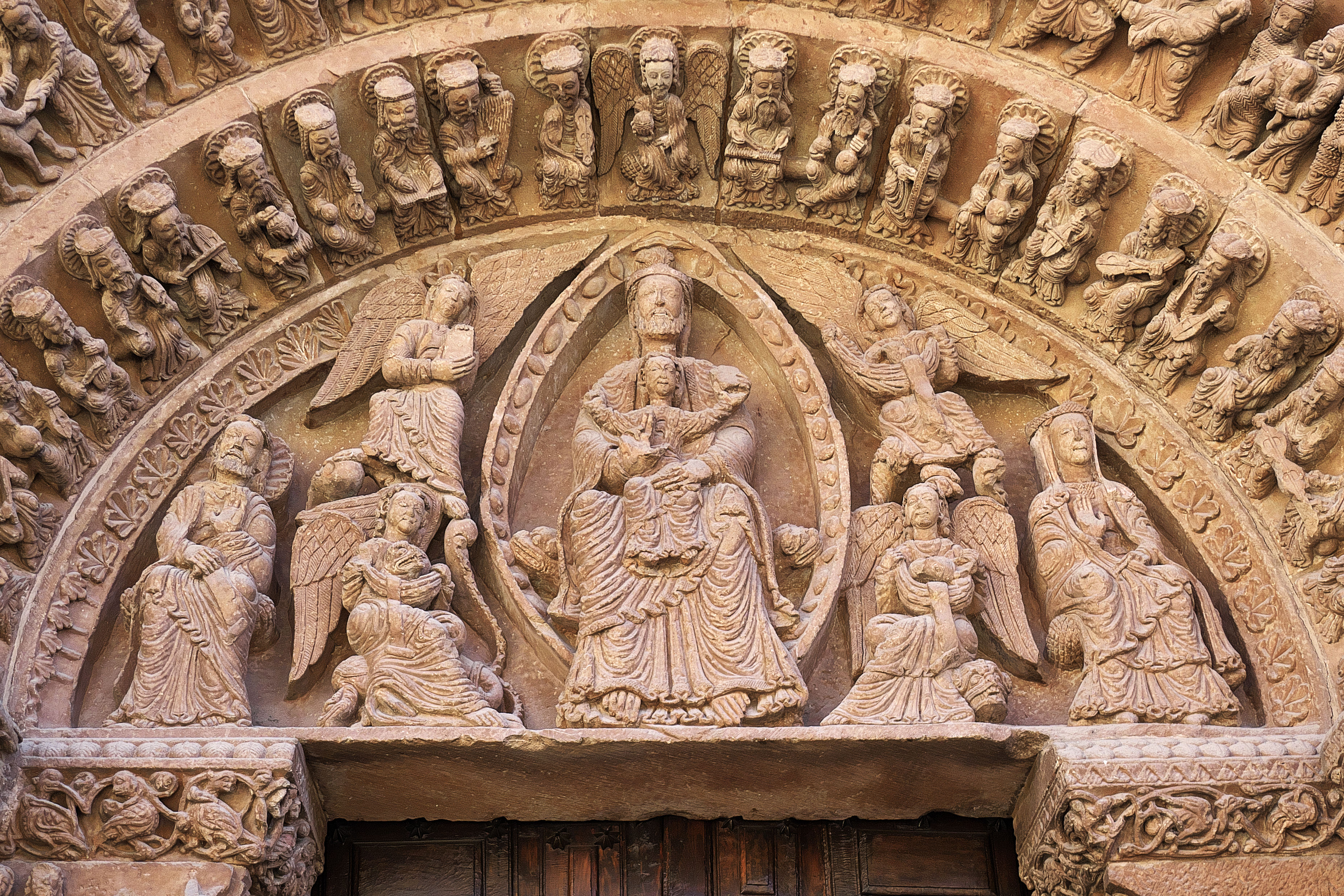
Iglesia de Santo Domingo (Soria), segunda mitad del.

También se encuentran mandorlas en manuscritos iluminados, pintura medieval, éstas preferentemente situadas en el eje de los ábsides como en la iglesia de San Clemente de Tahull (Lérida), la iglesia de San Julián y Santa Basilisa en Bagüés (Huesca) o en el Panteón de San Isidoro (León) y en arte de orfebrería, como es el caso del retablo de San Miguel de Aralar o en la urna de Santo Domingo de Silos (Burgos).

## Forma y símbolo
El uso del círculo para inscribir un personaje, además de su ubicación en lo alto de un elemento arquitectónico, evoca la esfera celeste.[cita requerida]
La mandorla lleva a otra dimensión: es una figura geométrica diseñada con dos círculos que se cortan. En su intersección se halla una persona, por la cual se debe pasar para recorrer el camino entre los dos círculos, los dos hemisferios o los dos mundos, el terrenal y el celestial. La implantación de Cristo en una mandorla en el tímpano de la puerta de una iglesia revela el simbolismo de pasar de fuera de la iglesia a dentro de la iglesia y, por lo tanto, anuncia el paso de los vivos del mundo terrenal al celestial. La mandorla se utiliza entonces para expresar un pasaje o una puerta.[cita requerida]
En la arquitectura gótica, además de los beneficios arquitectónicos de la bóveda de crucería que permite la entrada de la luz en el edificio, trajo el arco apuntado que tiene apariencia de mandorla abierta a la luz del día. Todavía se puede utilizar el simbolismo de la mandorla, ahora luminosa (en relación con la románica). Este uso de la mandorla corresponde a este período de búsqueda del realismo caracterizado también por su estatuaria mórbida.[cita requerida]